# Mosquée de Sidi Okba
La Mosquée de Sidi Okba (en arabe : مسجد سيدي عقبة) est une mosquée située à Sidi Okba dans la wilaya de Biskra en Algérie. Elle a été construite en 686 et fait partie des plus anciennes mosquées du Maghreb.
Elle est construite en bois, troncs de palmier, enduit, pierre et chaux. Le décor architectural intérieur est fait de métal, bois et céramique.

## Histoire
Les origines de cette mosquée remontent aux conquêtes musulmanes du Maghreb du VIIe siècle. Oqba Ibn Nafaa, commandant militaire puis gouverneur de la province d'Ifriqiya du califat omeyyade, meurt en 683 dans l'actuelle commune Sidi Okba. La mosquée est fondée autour de son mausolée dès 684,.

## Architecture
La mosquée appartient à un grand complexe édifié autour du tombeau du gouverneur d’Ifriqiya: Oqba Ibn Nafaa. Cette mosquée qui est l’une des plus anciennes d’Afrique du Nord, illustre le style architectural médinois. Elle devint au fil du temps un centre de rayonnement culturel qui forma de brillants savants du monde musulman. Son plan est inspiré de la première mosquée construite à Médine. Elle fut agrandie en 1025 par le souverain ziride: Al-Muizz ben Badis.
On accède à la salle de prière par trois entrées latérales. Les sept nefs parallèles à la Qibla comportent sept travées. Cette disposition transversale, mise en place à l’époque omeyyade, est non seulement la plus ancienne, mais aussi la plus adaptée à la prière musulmane. Les arcs en plein-cintre outrepassés maintenus par des tirants de bois retombent sur des colonnes en troncs de palmier. C’est l’unique exemple algérien de ce système de support, qui provient certainement de Médine, mais qui est courant aussi en Asie centrale et se retrouve au XIIIe siècle dans certaines mosquées d’Anatolie. Les plafonds sont en terrasse, sauf dans la partie qui borde la coupole où ils sont voûtés. Ce détail indique que la mosquée n’a probablement pas été construite en une seule fois.
Le mihrâb et la coupole qui le précède sont en pierre et en plâtre décorés par endroits de peinture rouge et verte. La niche s’ouvre par un arc outrepassé. Elle est couronnée d’un cul-de-four à trente cannelures semi-circulaires, reprises du motif de la conque fréquent dans l’Antiquité pour orner les zones semi-circulaires. En Islam, ce décor apparaît déjà dans un mihrâb considéré comme provenant peut-être de la Grande Mosquée de Bagdad, créée par le calife al-Mansur en 762. À côté du mihrâb, le minbar est pourvu d’une porte en bois sculpté ornée de rinceaux, de rosaces et d’inscriptions.
Le mausolée abrite la dépouille du général arabe, conquérant du Maghreb: Oqba Ibn Nafaa; trois cent cinquante ans après son inhumation, l’édifice fit l’objet d’importants embellissements comme la porte d’entrée. Œuvre fatimide en bois sculpté, elle présente une grande analogie avec les boiseries de la grande mosquée de Kairouan réalisées sous le règne du souverain ziride : Al-Mu‘izz (r. 1016-1062). L’huis est richement décoré d’arabesques et d’ornements qui rappellent les soutaches des brodeurs. Certains détails de ce décor (palmettes touffues et allongées) se retrouvent déjà dans les portes latérales et le mihrâb de la Grande Mosquée de Cordoue. Une inscription funéraire sur marbre orne le linteau au décor de rinceau et de panneaux rectangulaires, double bordure qui est interrompue par un panneau carré tenant lieu de clef, et par deux panneaux trapézoïdaux qu’occupent des palmes triangulaires tombantes, comme dans les corniches des portes antiques. La chambre funéraire est carrée et surmontée d’une coupole. Elle occupe l’angle sud-ouest de la mosquée. Sous le règne d’al-Mu’izz ibn Bâdîs, le mausolée fut embelli sur le modèle de la bibliothèque offerte par le prince ziride à la grande mosquée de Kairouan. L’inscription ziride qui orne le tombeau offre des analogies avec l’écriture des stèles kairouanaises des environs de 1025.
Le minaret situé dans l’angle sud-ouest de la salle de prière montre un fut rectangulaire à registres superposés qui s’achève par des merlons. Son décor est fait de niches aveugles ou percées d’ouvertures et d’arcs en plein-cintre entrecroisés.
Sur l’un des portiques qui entourent la mosquée, près de l’entrée principale, est encastrée une pierre noire qui évoque celle de la Kaaba à La Mecque.

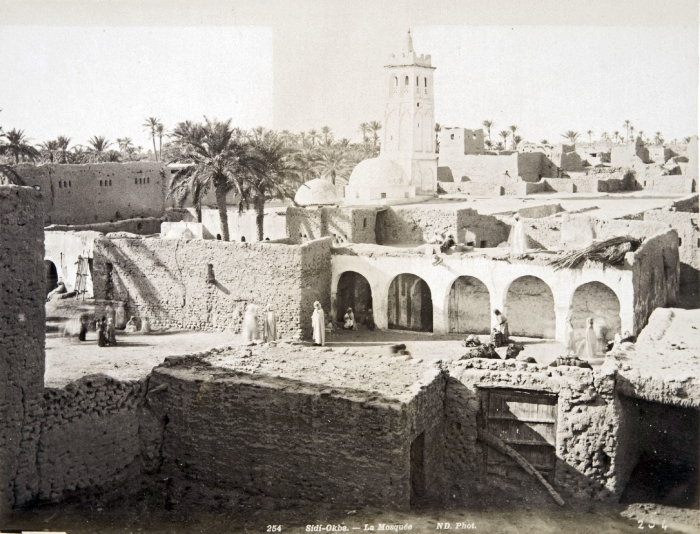
Photo ancienne de la mosquée
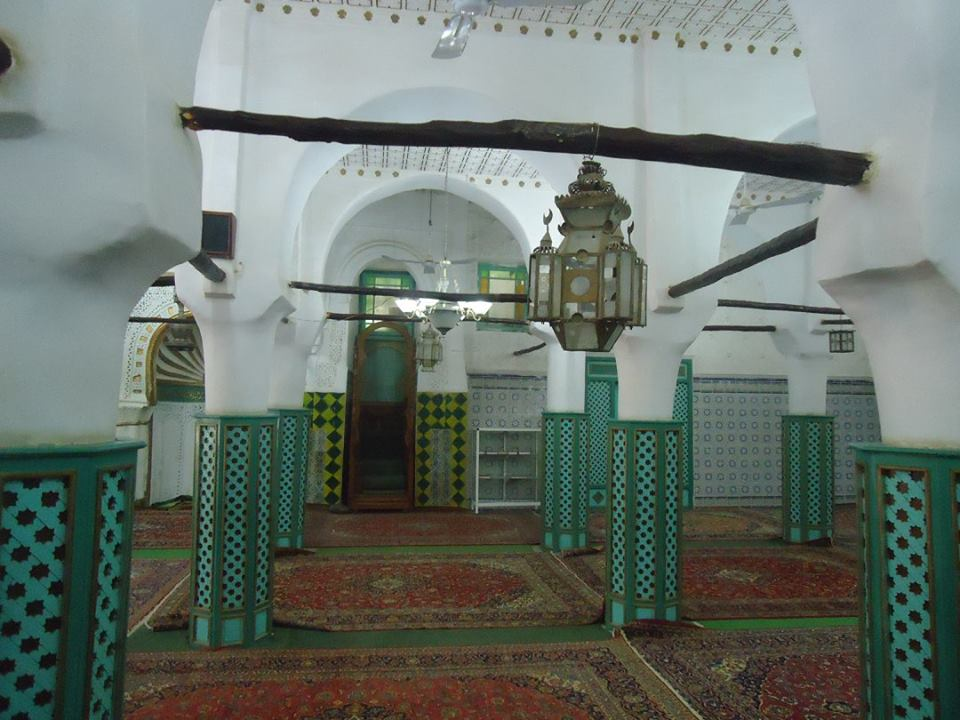
L'intérieur de la mosquée
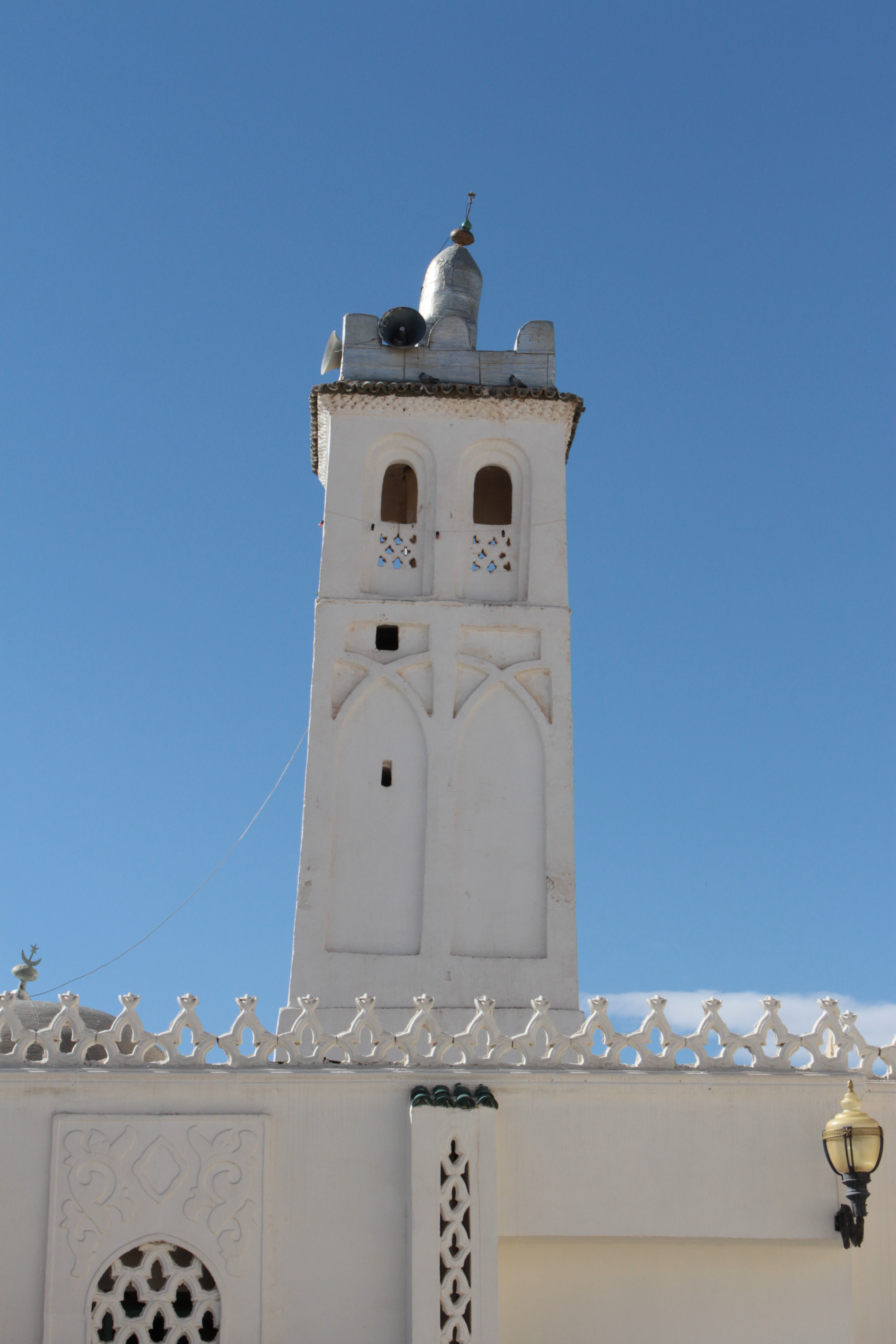
Minaret de la mosquée
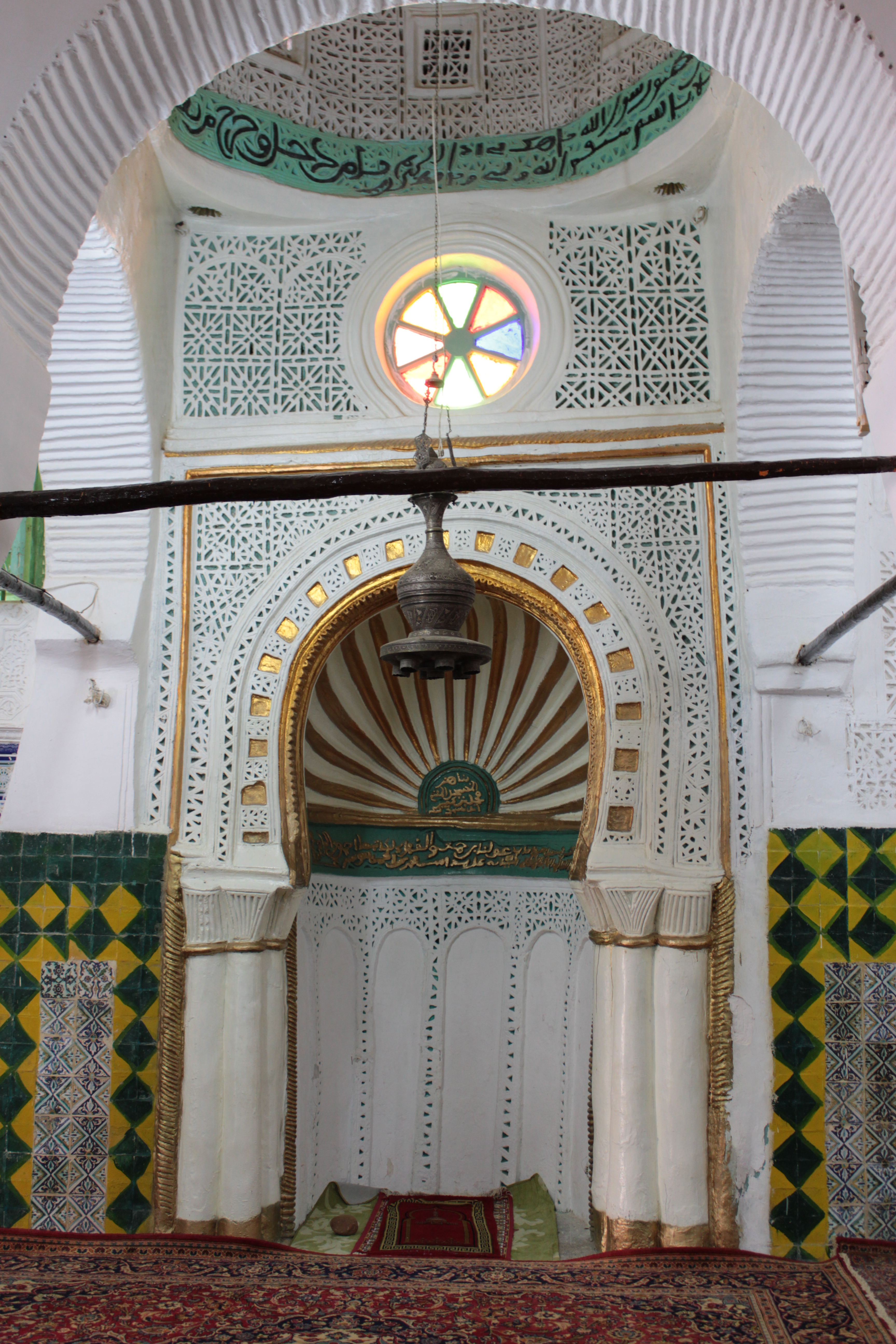
Mihrab de la mosquée
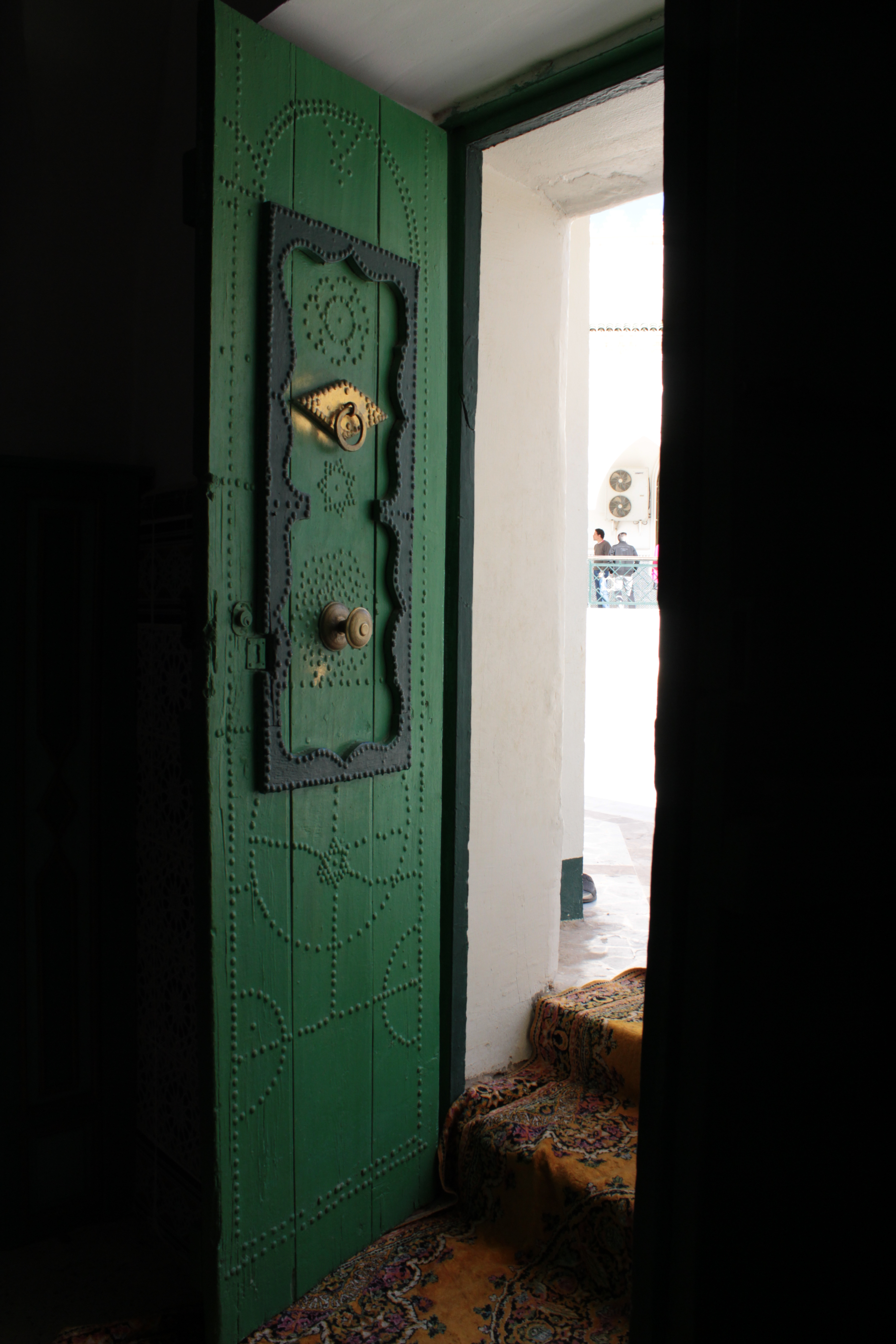
Porte en bois de la Mosquée

## Sources et références

### Sources
- Blanchet, P., La porte de Sidi Okba, Paris : Leroux, 1900.
- Marçais, G., « Le tombeau de Sidi-Oqba », in Mélanges d’histoire et d’archéologie de l’occident musulman, t. I., p. 151-159.
- Marçais, G., « Le tombeau de Sidi-Oqba », in Annales de l’institut d’études orientales, Alger, t. V, 1939-1941.
- Simon, M., « Notes sur le mausolée de  Sidi-Uqba », in R.A.f., 1909, p. 26-45.
- « Mosquée de Sidi ‘Uqba » in Museum with no frontiers : Discover Islamic Art [en ligne]. Disponible sur
- Bourouiba, R., Apports de l’Algérie à l’architecture religieuse arabo-islamique, Alger : OPNA, 1956.
- Bourouiba, R., Les inscriptions commémoratives des mosquées d’Algérie, Alger : OPU, 1984, p. 314.
- Saladin, H., Manuel d’art musulman. I, L’architecture, Paris : A. Picard, 1907, p. 225.
- Marçais, G., L’Algérie médiévale, monuments et paysages historiques, Paris : Arts et métiers graphiques, 1957